# 나카무라 유
나카무라 유(일본어: 中村 優, 1987년 5월 13일 ~ )는 일본의 가수이자 탤런트이다. 일본 나라현 나라시 출신이며, 소속사는 에이벡스 엔터테인먼트이다.